# Sumber Mukti (Pulau Rimau)
Sumber Mukti is een bestuurslaag in het regentschap Banyuasin van de provincie Zuid-Sumatra, Indonesië. Sumber Mukti telt 2524 inwoners (volkstelling 2010).